# ヤマタノオロチ

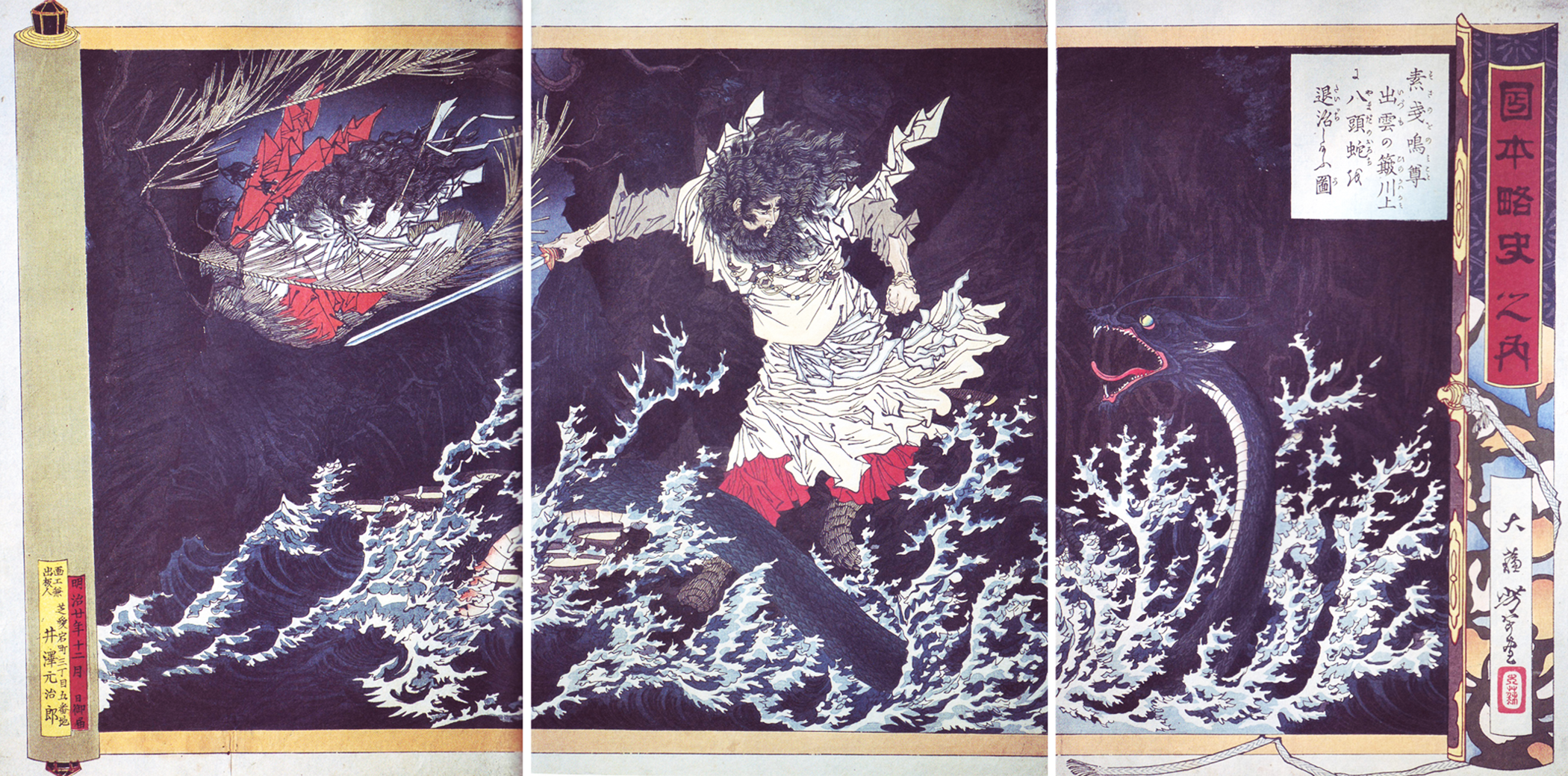
『日本略史 素戔嗚尊』に描かれたヤマタノオロチ（月岡芳年・画）

ヤマタノオロチ（八岐大蛇、八俣遠呂智、八俣遠呂知）は、日本神話に登場する伝説の生物。

## 概要

水木しげるロードに設置された八岐大蛇像、2015年撮影。

八岐大蛇は『日本書紀』での表記。『古事記』では八俣遠呂智と表記している。「高志之八俣遠呂智、年毎に来たり（古事記）」がみえ、古代日本の地方である高志（こし）から来たとされる。
本来は山神または水神であり、八岐大蛇を祀る民間信仰もある。なお本居宣長は『古事記伝』にて、八俣遠呂智は「ノ」を添えず「ヤマタオロチ」と訓むべきだとしている。

## 記録

### 古事記

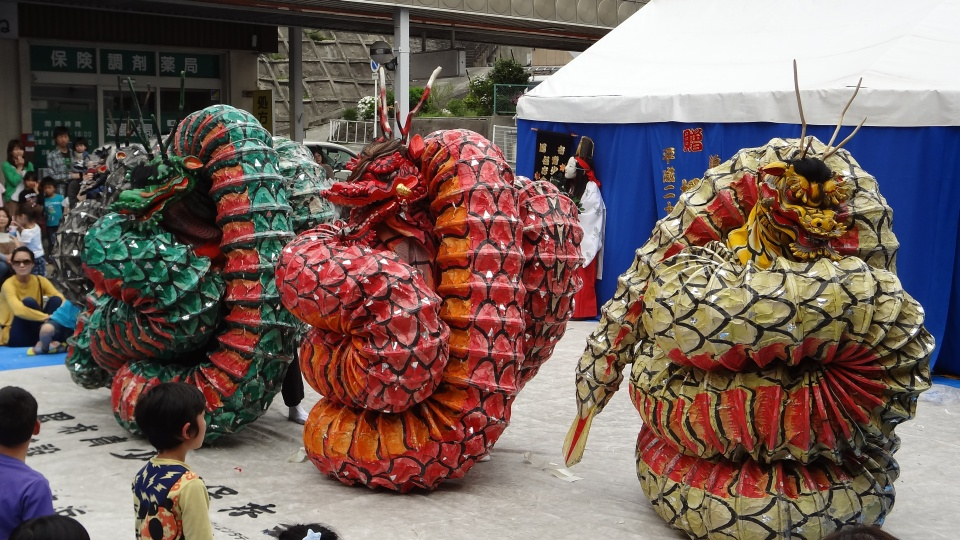
石見神楽演目：大蛇（おろち）

高天原を追放された須佐之男命（スサノオノミコト）は、出雲国の肥河（島根県斐伊川）の上流の鳥髪（現・奥出雲町鳥上）に降り立った。箸が流れてきた川を上ると、美しい娘を間に老夫婦が泣いていた。その夫婦は大山津見神の子の足名椎命と手名椎命であり、娘は櫛名田比売（くしなだひめ）といった。
夫婦の娘は8人いたが、年に一度、高志から八俣遠呂智という8つの頭と8本の尾を持った巨大な怪物がやって来て娘を食べてしまう。今年も八俣遠呂智の来る時期が近付いたため、最後に残った末娘の櫛名田比売も食べられてしまうと泣いていた。
須佐之男命は、櫛名田比売との結婚を条件に八俣遠呂智退治を請け負った。まず、須佐之男命は神通力で櫛名田比売の形を変えて、歯の多い櫛にして自分の髪に挿した。そして、足名椎命と手名椎命に、7回絞った強い酒（八塩折之酒）を醸し、8つの門を作り、それぞれに酒を満たした酒桶を置くように命じた。準備をして待っていると八俣遠呂智がやって来て、8つの頭をそれぞれの酒桶に突っ込んで酒を飲み出した。八俣遠呂智が酔って寝てしまうと、須佐之男命は十拳剣で切り刻んだ。このとき、尾を切ると剣の刃が欠け、尾の中から大刀が出てきた。そしてこの大刀を天照大御神に献上した。これが「天叢雲剣」（草那藝之大刀）である。
八俣遠呂智を退治した須佐之男命は、櫛になった櫛名田比売と暮らす場所を求めて出雲の根之堅洲国（現・島根県安来市）の須賀の地へ行き、そこで「夜久毛多都 伊豆毛夜幣賀岐 都麻碁微爾 夜幣賀岐都久流 曾能夜幣賀岐袁 」（八雲立つ 出雲八重垣 妻籠に 八重垣作る その八重垣を）と詠んだ。

### 日本書紀
素戔嗚尊（すさのお）は天より降って出雲の國の簸(ひ)の川上に到った。その時、川上で泣き声が聞こえた。そこで声の方を尋ねると、老夫婦がきれいな少女を間にして泣いていた。
老夫婦は脚摩乳（あしなづち）と手摩乳（てなづち）といい、少女は二人の娘で奇稲田姫（くしいなだひめ）といった。
素戔嗚尊は泣いていた理由を尋ねた。老夫婦にはもともと八人の娘がいたが、毎年一人ずつ八岐大蛇（やまたのおろち）という怪物に食べられてしまい、末娘の奇稲田姫だけになってしまった。そして残った奇稲田姫ももうじき食べられてしまうので、悲しくて泣いていたのだという。
素戔嗚尊は、「八岐大蛇を退治する代わりに奇稲田姫を嫁に欲しい」と申し出た。老夫婦は喜んでその申し出を承諾した。すると素戔嗚尊は奇稲田姫の体に触れ、たちどころに湯津爪櫛（ゆつつまぐし）の形に変えてしまった。素戔嗚尊は湯津爪櫛になった少女を御髻（みづら）に挿し、脚摩乳と手摩乳に八回醸した酒を作らせ、八面に塀を立て、各々一つずつ樽を置き、酒を盛らして待った。
時が過ぎ八岐大蛇が現れた。頭と尾はそれぞれ八つずつあり、眼は赤い鬼灯のようであった。松や柏が背中に生えていて、八つの丘、八つの谷の間に延びていた。大蛇は酒を飲もうとして、頭を各1つの樽に入れて飲み、酔って眠ってしまった。そこで素戔嗚尊は十握剣（とつかのつるぎ）を拔いて、ずたずたに八岐大蛇を斬った。尾を斬った時、剣の刃が少し欠けた。そこでその尾を割り裂いて見ると、中にひとふりの剣があった。これがいわゆる「草薙剣（くさなぎのつるぎ）」である。素戔嗚尊はこの剣を天神（あまつかみ）に献上する。
そうした後に、湯津爪櫛になった奇稲田姫とともに結婚の地を探して、出雲の淸地（すが）を訪れ、宮を建てた。そして「八雲たつ 出雲八重垣 妻ごみに 八重垣作る その八重垣を」と詠んだ。
第八段一書（二）では、素戔嗚尊は安藝國（あきのくに）の可愛（え）の川上に下り到った。そこに神がいて、名を脚摩手摩（あしなづてなづ・脚摩乳）と言い、その妻の名を稲田宮主簀狭之八箇耳（いなだのみやぬしすさのやつみみ・手摩乳）と言う。この神は身籠っていたが、夫婦ともに悲しんでいて、素戔嗚尊（すさのおのみこと）に告げて「我が生みし子は多しけれども、生む毎（ごと）に輙（すなわ）ち八岐大蛇有りて来たりて呑む。ひとりも存（あ）るを得ず。今、我産まんとす。恐らくはまた呑まれなん。是を以ちて哀傷（かなし）む」と告げた。素戔嗚尊（すさのおのみこと）は教えて「汝、衆（あまた）の菓（このみ）を以ちて、酒、八甕（やはち）を釀（か）むべし。我まさに汝が為に八岐大蛇を殺さん」と言った。二神、教えの隨（に酒を設〈ま〉く〈用意した〉）、とある。
いざ産む時になって彼の八岐大蛇が戸口に現れ、子を呑もうとした。素戔嗚尊は八岐大蛇に勅して「汝は是れ畏（かしこ）むべき神なり。敢て饗（みあえ）せざらんや」と持成し、八甕（やはち）の酒を以って、口ごとに沃（そそ）ぎ入れた。その蛇は酒を飲んで睡（ねむ）った。素戔嗚尊は剣を拔いてこれを斬った。尾を斬る時に剣の刃が少し欠けたので、割ってこれを視たところ剣が尾の中に在った。これを草薙剣と言う。これは今、尾張國の吾湯市村（あゆちのむら）にある。熱田の祝部（はふりべ）の掌（つかさど）る神がこれである、とある。その蛇を斬った剣を蛇之麁正（おろちのあらまさ）と言う。これは今石上（いそのかみ）にある。
この後、稲田宮主簀狭之八箇耳が生んだ、子の真髪触奇稲田媛（まかみふるくしいなだひめ）を出雲國の簸之川の川上に移して育てた。そうした後に素戔嗚尊が妃とし、生ませた子の六世の孫を大己貴命と言う、とある。
第八段一書（三）では、
素戔嗚尊は奇稲田媛を幸（め）さん（娶ろう）と欲（おも）い、これを乞いた（求めた）。脚摩乳と手摩乳は「請う、先ず彼の八岐大蛇を殺したまえ。然して後に幸（め）さば宜（よろ）しからん。彼の八岐大蛇、頭（かしら）ごとに各（おのおの）石（いわ）・松有り。両の脇に山有り。甚（いと）畏（かしこ）むべし。まさに何を以ちてこれを殺さん」と答えた。
素戔嗚尊は計りありて毒の酒を釀（か）み、以ちいて飲ませた。八岐大蛇は酔いて睡（ねむ）る、とある。
そこで素戔嗚尊は蛇韓鋤之剣（おろちのからさびのつるぎ）を以ちて、頭を斬り、腹を斬る。その尾を斬った時に剣の刃が少し欠た。故に尾を裂きて看るとそこにはひとふりの剣があった。名を草薙剣と言う。この剣は昔、素戔嗚尊の許（もと）に在ったもので、今は尾張國に在る。その素戔嗚尊が八岐大蛇を断ちし剣は、今に吉備（きび）の神部（かむべ）が許に在る。出雲の簸（ひ）の川上の山、これなり、とある。

## 解釈
「洪水の化身」などと解釈されることがある。オロチは水神を、クシナダヒメは稲田を表すと見做した説である。
物理学者の寺田寅彦は溶岩流を連想させると述べている。それにちなんで、ヤマタノオロチが「野だたら」製鉄で炉から流れ出した銑鉄を表しており、婚姻は一族を支配下に治めたことを表現しており、よって、ヤマタノオロチの討伐は「野だたら」製鉄をする一族を支配下に治めて鉄剣を献上させたことを表現しているという説もある。実際、出雲近郊の山間部で時代の特定できない「野だたら」の遺跡が数多く見つかっている。
一方、梅原猛は『古事記』が「高志の八俣遠呂智、年毎に来て喫（く）ふなる」と記していることに着目。さらには高志（越）の国がヒスイの産地（新潟県糸魚川市の姫川流域）を抱えていたことから「日本海に臨む当時の国々の中で、ヒスイを生産した越の国が最も豊かで強い国であったに違いない。そしてこの越の国からやって来た豪族が出雲の山々を支配し、海や川を支配し、そこに住む人々を苦しめていたのではなかろうか」として、越の国からやって来た侵略者こそ「高志の八俣遠呂智」ではないかとしている。

## 伝承
長野県佐久市常和の山田神社は、ヤマタノオロチとゆかりがあるという蛇石（へびいし）を祭っている。八岐大蛇が素戔嗚尊に退治された時、その魂が石の形で留まったものとされ、蛇石の上に蛙を置いたところ自然と消失したり、石が年々大きさを増し、祠を作って覆ったがその祠を壊して出てきたため、土地の産神として祭ったところ大きくなることはなくなったという伝説がある。
須佐神社には、ヤマタノオロチの骨とされる物が納められている。